# ロビン・フッド (1991年のアメリカ映画)
『ロビン・フッド』（原題：Robin Hood: Prince of Thieves）は、1991年のアメリカ映画。中世イングランドの伝説的英雄ロビン・フッドを描いたドラマ。
第64回アカデミー賞主題歌賞ノミネート。第12回ゴールデンラズベリー賞最悪主演男優賞受賞。

## ストーリー
12世紀後半、父への反発心から獅子心王リチャード率いる十字軍遠征に参加した英国貴族ロックスリー卿の息子のロビンだったが、ムスリム軍に捕らわれ、処刑を待つ身となっていた。しかし自らの機転と、親友ピーターの犠牲を得、行きがかり上、ムーア人のアジームを助けて牢を脱走した。
その恩を返すといって聞かないアジームを仕方なしに伴い、故国へ戻って来たロビンを待っていたのは焼き討ちにあって廃墟となったロックスリーの城と、むごたらしく晒された父の遺体であった。ロビンは、執事ダンカンから、国王の留守を狙って政権奪取を狙うノッテンガムの代官ジョージが、非協力的なロビンの父に悪魔崇拝者の汚名を着せて惨殺し、領土を没収して、領民を苛政と暴虐をもって苦しめていることを聞かされる。
父の汚名返上と復讐を誓ったロビンだったが、追われていた少年を助けるために、ジョージの配下であるガイ卿を処断してしまい、そのことでお尋ね者にされる。ロビンはピーターの妹で、王の従兄妹である幼馴染みのレディ・マリアンと再会した後、アジームと共にシャーウッドの森に逃げ込み、ジョージへの反乱軍の長リトル・ジョンと出会う。ロビンは、烏合の衆であった彼らを真の反乱軍としてまとめあげ、そのリーダーとなる。
反乱軍のひとりであるウィル・スカーレットはロビンに対して常に反抗的であったものの、ロビンとその仲間は代官一味を打倒するために行動を開始した。反乱軍は、ジョージに組する貴族から金品を略奪し、貧しい人々に分け与え、ジョージを圧迫していった。民衆はロビンのことをロビン・フッドと呼び称え、ジョージの仲間たちは恐れた。
修道士タックも仲間に加わり、反乱も順調かと思われたが、ジョージの逆襲が始まり、謀略により、ロビンに協力していたマリアンが誘拐される。そして反乱軍のアジトであった森はジョージに急襲され、壊滅的打撃を受けてしまう。それでも捕らわれたマリアンと仲間を救い出し、ジョージを倒すため、ロビンは、残った仲間と共にノッティンガム城へ向かい、仲間の公開処刑から救いだし、ジョージはマリアンとの結婚を強制的に進めたが、駆けつけたロビンがそれを阻止し、一対一の戦いで逆に追い込まれるが機転で遂に仇を討つ事に成功した。これによりノッティンガム一味は壊滅した。
そして、シャーウッドの森にてロビンとマリアンは結婚式を執り行う中でエルサレムの遠征から帰って来たリチャード王が駆けつけ、従妹であるマリアンの祝福とロビンに国を救った英雄として、称えると共に2人の結婚に立ち会い、盛大な式を上げるのだった。

## 登場人物
ロックスリーのロビン
演 - ケビン・コスナー
ロックスリー卿の息子。統率力があり、反乱軍をまとめげる。
アジーム
演 - モーガン・フリーマン
ムーア人。イスラム教徒。ロビンに助けられ、恩義を感じて同行する。
マリアン
演 - メアリー・エリザベス・マストラントニオ
ピーターの妹。リチャード王の従兄妹。王家の血筋を狙うジョージに狙われている。
ウィル・スカーレット
演 - クリスチャン・スレーター
反乱軍の一員。ロビンに反抗的な態度をとる。実はロックスリー卿の息子でロビンの義弟。
ジョージ
演 - アラン・リックマン
ノッティンガムの代官。圧政を敷き、ロビンの父を殺害する。
モーティアナ
演 - ジェラルディン・マクイーワン
魔女。ノッティンガム代官の相談役で占い師も兼ねている。
ヘレフォード司教
演 - ハロルド・イノセント
司教。ノッティンガム代官の聖職者であり、彼の命令でロックスリー卿を悪魔信仰の烙印を着せた張本人。
タック
演 - マイケル・マクシェーン
修道士。飲酒を好む。同じ聖職者であるヘレフォード司教とは違い、敬虔な信者である。ロビンの説得により反乱軍の一員となり。物語の終盤ではロビンとマリアンの結婚式にて神父を勤めた。
ロックスリー卿
演 - ブライアン・ブレスト
ロビンとウィルの父。英国貴族。ノッティンガム代官のジョージと戦うが逆に返り討ちとなり殺された。
ギズボーンのガイ
演 - マイケル・ウィンコット
ジョージの従兄弟で配下。ロビンに活躍により、失敗続きに失望した上にジョージに殺害される。
リトル・ジョン
演 - ニック・ブリンブル
反乱軍の長。ロビンに統率力があることを認めて、座を明け渡す。怪力自慢。子供が大勢いる。
ウルフ
演 - ダニエル・ニューマン
リトル・ジョンの息子で活発で勇敢な少年。
リチャード王
演 - ショーン・コネリー
十字軍を率いる。物語の終盤で帰国し、ロビンとマリアンの結婚式に立ち会った。
ピーター・デュボイス
演 - リアム・ハリガン
ロビンの親友。マリアンの兄。リチャード王の従兄弟。ロビンと共に戦いそしてエルサレムで5年間も捕虜となりアジーム共に脱走するが敵兵の矢が心臓の側に刺さり、指輪をロビンに託して、自ら囮となり自由人として戦死した。
ダンカン
演 - ウォルター・スパロウ
執事。ノッティンガム代官と従兄弟のガイにより両目をえぐられて盲目になるがロックスリー卿の息子であるロビンと再会し、これまでの経緯を説明した。しかし、マリアンがノッティンガムに囚われた事をロビンに伝えるがその直後に戦いに巻き込まれて死亡した。

## キャスト
| 役名                 | 俳優                                   | 日本語吹替 | 日本語吹替                                                                                  | 日本語吹替                                                                                |
| 役名                 | 俳優                                   | ソフト版   | フジテレビ版                                                                                | テレビ東京版                                                                              |
| -------------------- | -------------------------------------- | ---------- | ------------------------------------------------------------------------------------------- | ----------------------------------------------------------------------------------------- |
| ロックスリーのロビン | ケビン・コスナー                       | 津嘉山正種 | 江原正士                                                                                    | 津嘉山正種                                                                                |
| アジーム             | モーガン・フリーマン                   | 郷里大輔   | 屋良有作                                                                                    | 坂口芳貞                                                                                  |
| マリアン             | メアリー・エリザベス・マストラントニオ | 弘中くみ子 | 鈴鹿千春                                                                                    | 塩田朋子                                                                                  |
| ウィル・スカーレット | クリスチャン・スレーター               | 大滝進矢   | 竹村拓                                                                                      | 桐本琢也                                                                                  |
| ジョージ             | アラン・リックマン                     | 銀河万丈   | 内海賢二                                                                                    | 土師孝也                                                                                  |
| 魔女モーティアナ     | ジェラルディン・マクイーワン           |            | 京田尚子                                                                                    | 宮寺智子                                                                                  |
| タック修道士         | マイケル・マクシェーン                 | 広瀬正志   | 富田耕生                                                                                    | 佐藤祐四                                                                                  |
| ロックスリー卿       | ブライアン・ブレスド                   |            |                                                                                             | 松井範雄                                                                                  |
| ギズボーンのガイ     | マイケル・ウィンコット                 | 若本規夫   | 納谷六朗                                                                                    | 咲野俊介                                                                                  |
| リトル・ジョン       | ニック・ブリンブル                     | 渡部猛     | 玄田哲章                                                                                    | 石田圭祐                                                                                  |
| ウルフ               | ダニエル・ニューマン                   | 滝沢ロコ   | 亀井芳子                                                                                    | 重松朋                                                                                    |
| ダンカン             | ウォルター・スパロウ                   | 田口昂     | 清川元夢                                                                                    | 水野龍司                                                                                  |
| ヘレフォード司教     | ハロルド・イノセント                   | 亀井三郎   | 今西正男                                                                                    | 滝口順平                                                                                  |
| ピーター・デュボイス | リアム・ハリガン                       | 堀之紀     | 長島雄一                                                                                    |                                                                                           |
| リチャード王         | ショーン・コネリー （クレジットなし）  | 糸博       | 若山弦蔵                                                                                    | 若山弦蔵                                                                                  |
| その他               | N/A                                    |            | 秋元羊介 北村弘一 秋元千賀子 広瀬正志 浅井淑子 幹本雄之 相沢正輝 河合義雄 中沢みどり 西宏子 | 浦山迅 吉田浩二 細野雅世 吉野貴宏 駒谷昌男 平勝伊 野田貴子 ささいけい子 古川伴睦 上田陽司 |
|                      |                                        |            |                                                                                             |                                                                                           |
| 演出                 |                                        |            | 春日正伸                                                                                    | 佐藤敏夫                                                                                  |
| 翻訳                 |                                        |            | 飯嶋永昭                                                                                    | 小寺陽子                                                                                  |
| 調整                 |                                        |            | 栗林秀年                                                                                    | 阿部直子                                                                                  |
| 効果                 |                                        |            | 関根正治                                                                                    | リレーション                                                                              |
| 配給                 |                                        |            |                                                                                             | 東北新社                                                                                  |
| 担当                 |                                        |            |                                                                                             | 河村常平                                                                                  |
| プロデューサー       |                                        |            | 山形淳二                                                                                    | 久保一郎 渡邉一仁 寺原洋平                                                                |
| 制作                 |                                        |            | ムービーテレビジョン                                                                        | テレビ東京 東北新社                                                                       |
| 初回放送             |                                        |            | 1993年4月10日 『ゴールデン洋画劇場』 21:00-23:54                                            | 2004年4月29日 『木曜洋画劇場』 21:00-23:24                                                |

※本作は国内での放映権を持つ配給会社が不明で、長らくテレビ放送されない期間があった。2021年に配給会社が見つかり、放映権を獲得した複数のBS、CS放送での再放送が行われた。

## 評価
レビュー・アグリゲーターのRotten Tomatoesでは55件のレビューで支持率は51%、平均点は5.60/10となった。Metacriticでは25件のレビューを基に加重平均値が51/100となった。

## その他
本作に登場する印象的な大木は世界遺産ハドリアヌスの長城そばに立つセイヨウカジカエデである。「シカモア・ギャップ」呼ばれ、樹齢200年から300年と推測される英国で最も有名な名木の一本であった。本作に登場以降「ロビン・フッドの木」と称され広く親しまれていたが、2023年9月27日に不埒な者により切り倒された。